# Egri László (iparművész)
Egri László (Kerelőszentpál, 1934. március 25. – Kolozsvár, 2007. január 16.)
erdélyi magyar üvegműves, iparművész.

## Életpályája
1961-ben a kolozsvári Ion Adreescu Képzőművészeti Főiskola festészeti karán szerzett oklevelet.
1963 és 1969 között Tordán a üveggyárban ipari formatervező volt, utána a kolozsvári főiskolán az üvegművesség tanára lett.
Iparművészeti tárgyakat tervezett, színes üvegablakokat készített, épületek belső diszítésével is foglalkozott. Részt vett az aranyosgerendi és tusnádi (1989), a dési és kisbácsi (1991), valamint  a kolozsmonostori (1997) templomok restaurálásában.

### Kiállításai (válogatás)
- In Memoriam – elődeink, 2021. február 23.  (virtuális kiállítás)
- Felezőidő • Romániai magyar művészet 1965–1975, 2002. július 15., Budapest, Ernst Múzeum
- A Barabás Miklós Céh Képzőművészeti és Iparművészeti Kiállítása, 1996. október 1., Kolozsvár
- 127 kolozsvári képzőművész, 1974. augusztus 1., Kolozsvár

Egyéb helyszínek (1996 előtt):Tokió, Torontó, Zágráb, London, Poznan, Párizs, Frankfurt, Brüsszel, Tripoli, Damaszkusz, München, Isztambul.

### Családja
Felesége Nagy Enikő (1935–2020) iparművész, tűzzománcfestő,
fiai István (1963–) iparművész, üvegfestő, András (1971–) tűzzománcfestő, menye
Vdovkina Anasztaszija tűzzománcművész (1972–), András felesége.